# Nienstedt (Despetal)
Nienstedt ist ein Ortsteil der Kleinstadt Gronau (Leine) im Landkreis Hildesheim in Niedersachsen.

## Geografie
Nienstedt liegt südwestlich von Hildesheim bzw. östlich von Gronau zwischen den Naturparks Weserbergland im Westen und dem etwas entfernten Harz im Osten. Unmittelbar nordöstlich der ehemaligen Gemeinde befindet sich der Hildesheimer Wald, südlich davon die Sieben Berge.

## Geschichte
Nienstedt wurde 1174 erstmals in einer Urkunde des Bischofs Adelog von Hildesheim erwähnt, damals hieß der Ort Nienstide. 1210 wurde er in einer anderen Urkunde Nigenstede genannt. Von dem Hildesheimer Bischof Konrad II. (1221–46) ist überliefert, dass Nienstedt sein Lieblingssitz war. Eine Pfarrkirche von Nienstedt wurde erstmals 1397 in einer von Papst Bonifatius IX. ausgestellten Urkunde erwähnt. Die Kirche von Nienstedt musste allerdings 1770 wegen Einsturzgefahr aufgegeben werden. Die auf einem Hügel erbaute und weithin sichtbare St. Andreaskirche ist sehenswert. Der Westturm wurde 1830 errichtet, das neogotische Kirchenschiff 1894/95. In der Straße Im Grund im Westen des Dorfes wurde ein alter Brunnen rekonstruiert. In Nienstedt fallen außerdem mehrere gut erhaltene Fachwerkhäuser auf, z. B. in der Bergstraße. Ein Denkmal erinnert mit den Wappen von Eitzum, Barfelde und Nienstedt an die Gründung der Gemeinde Despetal 1974.
Zu Beginn des 20. Jahrhunderts zählte Nienstedt 156 Einwohner. 1901 wurde die Bahnstrecke Elze–Bodenburg, auch als Niedersächsische Almetalbahn bekannt, eingeweiht. Sie verlief südlich von Barfelde sowie – stellenweise in einem Einschnitt – nördlich von Eitzum und Nienstedt. An dieser Bahnlinie wurden in Eitzum und Barfelde je ein Bahnhof gebaut. Ab 1966 wurde die Strecke stillgelegt. In Nienstedt wurde im Bereich der ehemaligen Bahntrasse 1987 ein Bolzplatz angelegt, östlich von Nienstedt ist noch bis kurz vor dem benachbarten Hönze ein Abschnitt des Bahndammes erhalten.

### Einwohnerentwicklung
| Jahr      | 2016  | 2022  |
| --------- | ----- | ----- |
| Einwohner | 124   | 118   |
| Quelle    | [ 2 ] | [ 4 ] |

## Eingemeindungen
Die ehemals selbstständige Gemeinde Nienstedt wurde am 1. März 1974 in die Gemeinde Despetal eingegliedert.
Am 1. November 2016 wurde Despetal in die vergrößerte Stadt Gronau (Leine) eingemeindet. Gleichzeitig wurde die Stadt Gronau Mitglied in der ebenfalls am 1. November 2016 durch Zusammenschluss der Samtgemeinden Duingen und Gronau (Leine) entstandenen Samtgemeinde Leinebergland.

## Politik

### Stadtrat und Bürgermeister
Seit dem 1. November 2016 wird Nienstedt auf kommunaler Ebene vom Rat der Stadt Gronau (Leine) vertreten.

### Wappen
Das Kommunalwappen wurde der Gemeinde Nienstedt am 27. Juli 1938 durch den Oberpräsidenten der Provinz Hannover verliehen. Der Landrat aus Alfeld überreichte es am 6. Januar 1939.
| Wappen von Nienstedt | Blasonierung: „Auf rotem Schild über grünem Schildfuß ein weißgekleideter germanischer Krieger der Zeit um 1000 vor Chr. mit goldener Kopfbedeckung, goldenen Sandalen und goldenem Haar. Die Lanze in der Rechten verläuft im oberen Schildrande. Wehrgehänge und Schwert, dessen Griff die Linke umspannt, in Gold.“                                                                          |
| Wappen von Nienstedt | Wappenbegründung: Die Gemeinde Nienstedt lässt sich in ihrer Geschichte bis in die Bronzezeit zurückverfolgen. Ein Friedhof dieser Zeit liegt nahe dem Hildesheimer Walde, und wohl der gewaltigste Grabhügel erhebt sich in der Nähe des südöstlichen Dorfausganges. So erwählte die Gemeinde Nienstedt sich mit bester Begründung einen germanischen Krieger der Bronzezeit als Wappensymbol. |

## Verkehr
- Nienstedt ist über Landstraßen mit den Bundesstraßen 3 und 1 an das Straßennetz angeschlossen
- Werktäglich ist Nienstedt durch Busverkehr über Sibbesse mit Alfeld und Hildesheim verbunden